# Paroisse de Salisbury
Pour les articles homonymes, voir Salisbury.
Ne doit pas être confondu avec Salisbury (Nouveau-Brunswick).
La paroisse de Salisbury est à la fois une paroisse civile et un ancien district de services locaux (DSL) canadien du comté de Westmorland, au sud-est du Nouveau-Brunswick. Dans le cadre de la réforme de la gouvernance locale du 1er janvier 2023, le territoire du DSL a été réparti entre la ville de Salisbury, le village de Three Rivers et le district rural de Sud-Est.

## Toponyme
La paroisse est possiblement nommée d'après l'anse Salisbury car son territoire était si grand à l'origine qu'elle la touchait presque. L'anse est probablement nommée en l'honneur de John Salisbury qui a accompagné le gouverneur Cornwallis en Nouvelle-Écosse.

## Géographie

### Hameaux et lieux-dits
La paroisse comprend les hameaux de Dobson Corner, Fawcett Hill, Fredericton Road, Glenvale, Harewood, Hicksville, Hillgrove, Intervale, Kay Settlement, Kinnear Settlement, Lewis Mountain, Manhurst, Monteagle, Petitcodiac Est, Pollett River, Scott Road, Second North River, The Glades, Upper Ridge et Wheaton Settlement.

## Histoire
La paroisse de Salisbury est située dans le territoire historique des Micmacs, plus précisément dans le district de Sigenigteoag, qui comprend l'actuel côte Est du Nouveau-Brunswick, jusqu'à la baie de Fundy.
La paroisse civile est érigée en 1787. Il semble que le territoire soit colonisé entre 1786 et 1800, tout d'abord le long de la rivière Petitcodiac, par des gens originaires de la basse vallée, notamment de Moncton et de Hillsborough. Des gens provenant de la même région colonisent ensuite les vallées des rivières Pollett, Anagance et North, entre 1800 et 1810. Les localités de l'arrière-pays sont quant à elles colonisées par des gens de Moncton. Lewis Mountain est fondé avant 1827 par des néo-brunswickois probablement originaires de Moncton. Fredericton Road est fondé après 1843 par des immigrants irlandais, à l'emplacement proposé d'une route entre Moncton et Fredericton ; le hameau fut d'abord connu sous le nom d'Albert. Monteagle est arpenté en 1856 mais n'est pas colonisé.
La municipalité du comté de Westmorland est dissoute en 1966. La paroisse de Salisbury devient un district de services locaux en 1967.

## Démographie
D'après le recensement de Statistique Canada, il y avait 3382 habitants en 2001, comparativement à 3520 en 1996, soit une baisse de 3,9 %. La paroisse compte 1399 logements privés, a une superficie de 873,55 km² et une densité de population de 3,9 habitants au km².
| 2001  | 2006  | 2011  | 2016  |
| ----- | ----- | ----- | ----- |
| 3 382 | 3 425 | 3 417 | 3 388 |

## Économie
Entreprise Fundy, membre du Réseau Entreprise, a la responsabilité du développement économique.

## Administration

### Comité consultatif
En tant que district de services locaux, la paroisse de Salisbury est administré directement par le Ministère des Gouvernements locaux du Nouveau-Brunswick, secondé par un comité consultatif élu composé de cinq membres dont un président. Il n'y a actuellement aucun comité consultatif.

### Commission de services régionaux
La paroisse de Salisbury fait partie de la Région 7, une commission de services régionaux (CSR) devant commencer officiellement ses activités le 1er janvier 2013. Contrairement aux municipalités, les DSL sont représentés au conseil par un nombre de représentants proportionnel à leur population et leur assiette fiscale. Ces représentants sont élus par les présidents des DSL mais sont nommés par le gouvernement s'il n'y a pas assez de présidents en fonction. Les services obligatoirement offerts par les CSR sont l'aménagement régional, l'aménagement local dans le cas des DSL, la gestion des déchets solides, la planification des mesures d'urgence ainsi que la collaboration en matière de services de police, la planification et le partage des coûts des infrastructures régionales de sport, de loisirs et de culture; d'autres services pourraient s'ajouter à cette liste.

### Représentation et tendances politiques
Nouveau-Brunswick: La paroisse de Salisbury fait partie de la circonscription provinciale de Petitcodiac, qui est représentée à l'Assemblée législative du Nouveau-Brunswick par Sherry Wilson, du Parti progressiste-conservateur. Elle fut élue en 2010.
 Canada: La paroisse de Salisbury fait partie de la circonscription fédérale de Fundy Royal, qui est représentée à la Chambre des communes du Canada par Rob Moore, du Parti conservateur. Il fut élu lors de la 38e élection générale, en 2004, puis réélu en 2006 et en 2008.

### Ancienne administration paroissiale
|  | Indépendant | 1925 - 192? | Luther Taylor Thomas B. Blackney |

## Vivre à Salisbury
La paroisse bénéficie du club de golf Petitcodiac Valley, un parcours de 18 trous. Le détachement de la Gendarmerie royale du Canada le plus proche est situé à Salisbury.
River Glade compte un foyer de soins agréés, le Jordan Lifecare Centre, ainsi que l'église anglicane St. Peter's.
Les anglophones bénéficient des quotidiens Telegraph-Journal, publié à Saint-Jean et Times & Transcript, de Moncton. Les francophones bénéficient quant à eux du quotidien L'Acadie nouvelle, publié à Caraquet, ainsi que l'hebdomadaire L'Étoile, de Dieppe.

## Culture

### Personnalités
- Sir George Robert Parkin (1846-1922), professeur, impérialiste et auteur, né près de Salisbury.

### Architecture et monuments
Un pont couvert traverse la rivière Petitcodiac, le long du chemin Powers Pit au nord de Riverglade. Il fut construit en 1929 et mesure 37,6 mètres de long.